# Антюфеєв Володимир Юрійович
Володимир Юрійович Антюфєєв (також: Вадим Георгиевич Шевцов та Владимир Александров; 19 лютого 1951, Новосибірськ, СРСР) — російський терорист, самопроголошений «віцепрем'єр ДНР із питань держбезпеки»; раніше Міністр державної безпеки так званої ПМР (1992—2012). Генерал-лейтенант. Кандидат політичних наук (2003). З 2004 професор Академії військових наук Росії.

## Біографія
В 1971—1973 роках служив у Радянській армії. До 1991 служив у системі МВС СРСР, один із начальників Управління карного розшуку міста Рига (тоді Латвійська РСР). Закінчив Мінську школу міліції МВС СРСР імені М. В. Фрунзе (1974), Російську академію державної служби при Президенті РФ (1999).

## Кримінальні справи

Країни, в яких Володимир Антюфеєв потрапив під санкції

З вересня 1991 з санкції прокуратури Латвії перебуває в міжнародному розшуку за звинуваченням у вбивствах.
З літа 2012 року проти нього відкрита кримінальна справа з боку КДБ ПМР за «зловживання посадовими повноваженнями» (знищення архіву).

## Діяльність на Донбасі
10 липня 2014 призначений першим заступником голови «Ради Міністрів» терористичної організації «ДНР» для роботи з «правоохоронними органами» (питання держбезпеки, судів, юстиції та внутрішніх справ).
З 29 липня по 3 серпня, на час відрядження Олександра Бородая в Росію, виконував обов'язки «прем'єр-міністра» терористичної організації «ДНР».
Виконував вказівку російського керівництва (ФСБ) про усунення Гіркіна-Стрєлкова з командної посади в ДНР і повернення до Росії.